# Fitzroy (Hamilton)
Pour les articles homonymes, voir Fitzroy.
La ville de Fitzroy est une banlieue située au sud de la ville de Hamilton dans l’Île du Nord de la Nouvelle-Zélande.

## Situation
Elle est limitée au nord par Hamilton East (en), au nord-est par la banlieue de Peacocke, au sud par celle de Glenview, à l’ouest par la ville de Melville et au nord-ouest par Hamilton West (en).

## Toponymie
Elle a été dénommée en l’honneur de Robert FitzRoy, qui commandait le HMS Beagle et fut plus tard Gouverneur général de Nouvelle-Zélande. La ville fut déclarée banlieue en 1974.